# Mike Katz
Pour les articles homonymes, voir Katz.
Mike Katz (Michael Katz) est un culturiste américain né le 14 novembre 1944 à New Haven (Connecticut). 
Après avoir joué dans l'équipe de football américain des Jets, il est devenu un bodybuilder professionnel, devenu célèbre pour son apparition dans le film Arnold Le magnifique qui met Arnold Schwarzenegger en vedette. Il possède actuellement plusieurs salles de gym dans le Connecticut.

## Titres
- 1970 Mr. America
- 1970 Mr. East Coast
- 1972 Mr. World
- 1972 Mr. Universe
- 1976 second à Mr. Olympia